# Paim Filho
Paim Filho är en kommun i Brasilien.   Den ligger i delstaten Rio Grande do Sul, i den södra delen av landet, 1 400 km söder om huvudstaden Brasília. Antalet invånare är 4 243.
I omgivningarna runt Paim Filho växer huvudsakligen savannskog. Runt Paim Filho är det ganska glesbefolkat, med 24 invånare per kvadratkilometer.